# Marquesado de los Vélez
El marquesado de los Vélez es el título nobiliario, hereditario y castellano que la reina Juana I de Castilla y el rey Carlos I de Castilla concedieron a Pedro Fajardo y Chacón, cabeza del poderoso linaje murciano de los Fajardo, en 1507, en compensación a la incorporación del rico señorío de Cartagena, propiedad de Pedro, a la Corona de Castilla. El rey Carlos I de España elevó la merced a la grandeza de España de primera clase en fecha desconocida de 1535, en la persona del ii marqués. Fue ostentado por miembros de la Casa de los Vélez hasta 1713, desde cuando perteneció a diversos linajes hasta que entró a formar parte de la Casa de Medina Sidonia en 1779.

## Historia
Los marqueses de los Vélez son considerados la primera casa tanto del Reino de Granada como del Reino de Murcia por haber ostentado su Adelantazgo Mayor y Capitanía general durante más de 350 años. A lo largo de los siglos XIV, XV y XVI, estos cargos les permitieron monopolizar todas las funciones gubernativas, administrativas y militares del Reino, que en épocas posteriores fueron perdiendo para convertirse en títulos meramente representativos.
En fecha desconocida de 1535, el emperador reconoció la importancia de su linaje otorgándoles la grandeza de España y un título para sus herederos: el marquesado de Molina. De este modo, los Fajardo entraron a formar parte del selecto grupo de la primera nobleza, la élite nobiliaria castellana que acaparaba los cargos más importantes del Ejército, la Corte y el gobierno de las colonias.
En estos círculos consiguieron entroncar con las principales Casas del Reino mediante alianzas matrimoniales, que garantizaban preeminencia social y enriquecían el mayorazgo a través de las dotes, que generalmente incluían señoríos y propiedades diversas. El matrimonio del iii marqués ejemplifica este aspecto a la perfección, pues desposó a la heredera universal de Luis de Requeséns y Zúñiga, Mencía de Requeséns, dueña de las ricas baronías de Martorell, Castellví de Rosanes, Molins de Rey y Sant Andreu.
En 1693, la jefatura de la Casa de Fajardo se perdió en línea de varón lo que hizo dar un giro a la importancia histórica del marquesado. A pesar de llevar adjunta la Grandeza de España, el título dejó de ser usado como principal al pertenecer a linajes diferentes, en los cuales primaban sus dignidades tradicionales. Desde entonces, los logros y hazañas de sus titulares se asocian a la Casa de Paternó, a la Casa de Villafranca del Bierzo, tras el matrimonio del viii marqués de Villafranca con la Marquesa Catalina Moncada d'Aragona, y posteriormente a la Casa de Medina Sidonia, una de las principales del Reyno por su grandeza y antigüedad, cuando recayó sobre José Álvarez de Toledo Osorio, ix marqués de los Vélez y Villafranca, tras la muerte de su primo, el xiv duque de Medina-Sidonia, muerto sin descendencia. En esta Casa se encuentra todavía el Marquesado de los Vélez, en la persona de Leoncio González de Gregorio. Su madre Luisa Isabel Álvarez de Toledo y Maura, realizó numerosos acuerdos con los Ayuntamientos del territorio de los Vélez para revitalizar la memoria histórica.

## Feudos

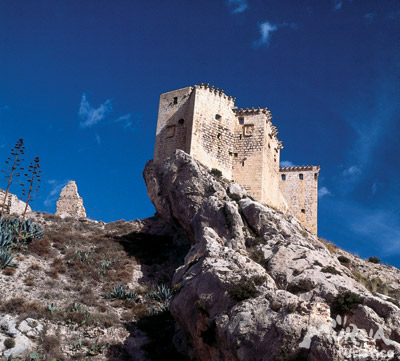
El castillo de Mula, encaramado en uno de los riscos que dominan la ciudad. Esta fortaleza fue construida por el I marqués de los Vélez en 1520, tras el levantamiento de la oligarquía de la villa que se negaba a aceptarle como señor feudal. Consta de una torre del homenaje, otra torre llamada del aljibe y un patio de armas conocido como la plaza baja.

El término jurisdiccional del marquesado se circunscribe a la actual Comarca de los Vélez, es decir, las villas almerienses de Vélez-Rubio, Vélez-Blanco, María y Chirivel, junto con los territorios de Albox, Benitagla, Albanchez y Arboleas, al tiempo parte del reino de Murcia. No obstante, el enorme patrimonio de los Fajardo en el Reino de Murcia también se incluyó en el mayorazgo de los Vélez, de tal manera que la mayor parte de sus rentas feudales provenían de las posesiones en esta región.
Estas eran los señoríos de Mula, Molina Seca, Alhama, Librilla, Oria, Mazarrón y Cuevas del Almanzora, cada uno de los cuales incluía en sus territorios diversas poblaciones menores, por lo que el Marquesado comprendía alrededor de 114 lugares en las provincias de Murcia, Almería y Granada.
El estado feudal de los Vélez estuvo ligado a los marqueses hasta 1837, cuando se produjo la definitiva abolición del régimen señorial planeada en las Cortes de Cádiz de 1812. Con esto, el XIV marqués de los Vélez pudo vender la mayor parte de sus propiedades murcianas y solventar numerosas deudas que había contraído.
No obstante, algunas propiedades han seguido vinculadas a sus descendientes, no como señoríos sino bajo la denominación de fincas, hasta nuestros días. Este es el caso de El Azaraque en Alhama de Murcia, actualmente propiedad de don Enrique Falcó, conde de Elda, o el malogrado castillo de Vélez-Blanco, recientemente vendido por Don Salvador Ferrandis, marqués de Valverde.

## Marqueses de los Vélez
|                                             | Titular                                                 | Periodo                                     | Refs   |
| Creación por Juana I y Carlos I de Castilla | Creación por Juana I y Carlos I de Castilla             | Creación por Juana I y Carlos I de Castilla |        |
| ------------------------------------------- | ------------------------------------------------------- | ------------------------------------------- | ------ |
| I                                           | Pedro Fajardo y Chacón                                  | 1507-1542                                   |        |
| II                                          | Luis Fajardo de la Cueva                                | 1542-1575                                   |        |
| III                                         | Pedro Fajardo y Córdoba                                 | 1575-1579                                   |        |
| IV                                          | Luis Fajardo de Requeséns y Zúñiga                      | 1579-1631                                   |        |
| V                                           | Pedro Fajardo de Zúñiga y Requeséns                     | 1631-1647                                   |        |
| VI                                          | Fernando Joaquín Fajardo de Requeséns y Zúñiga          | 1647-1693                                   |        |
| VII                                         | María Teresa Fajardo de Requeséns y Zúñiga              | 1693-1715                                   |        |
| VIII                                        | Catalina de Moncada y Aragón                            | 1715-1727                                   |        |
| IX                                          | Fadrique Vicente Álvarez de Toledo Osorio               | 1727-1753                                   |        |
| X                                           | Antonio Álvarez de Toledo Osorio                        | 1753-1773                                   |        |
| XI                                          | José Álvarez de Toledo Osorio                           | 1773-1796                                   |        |
| XII                                         | Francisco de Borja Álvarez de Toledo Osorio             | 1796-1821                                   |        |
| XIII                                        | Pedro de Alcántara Álvarez de Toledo y Palafox          | 1821-1867                                   |        |
| XIV                                         | José Álvarez de Toledo y Silva                          | 1864-1892                                   | [ 26 ] |
| XV                                          | Alonso Álvarez de Toledo y Caro                         | 1892-1897                                   | [ 27 ] |
| XVI                                         | Joaquín Álvarez de Toledo y Caro                        | 1901-1915                                   | [ 28 ] |
| XVII                                        | Joaquín Álvarez de Toledo y Caro                        | 1915-1948                                   |        |
| XVIII                                       | Luisa Isabel Álvarez de Toledo y Maura                  | 1948-2008                                   | [ 29 ] |
| XIX                                         | Leoncio Alonso González de Gregorio y Álvarez de Toledo | desde 2010                                  | [ 30 ] |

### Árbol genealógico de los marqueses de los Vélez
| Marqueses de los Vélez  |
| ----------------------- |
| Titulares Pretendientes |

| | | | | | |  |  | Pedro Fajardo, i marqués de los Vélez († 1542)                                                                        | | | | | |  |  |                                                            |                                                            |                                                            |                                                            |                                                            |                                                            |  |  |  |  |
| | | | | | |  |  | | | | | | |  |  |                                                            |                                                            |                                                            |                                                            |                                                            |                                                            |  |  |  |  |
| | | | | | |  |  | Luis Fajardo, ii marqués de los Vélez (1509-1575)                                                                     | | | | | |  |  |                                                            |                                                            |                                                            |                                                            |                                                            |                                                            |  |  |  |  |
| | | | | | |  |  | | | | | | |  |  |                                                            |                                                            |                                                            |                                                            |                                                            |                                                            |  |  |  |  |
| | | | | | |  |  | Pedro Fajardo, iii marqués de los Vélez († 1579)                                                                      | | | | | |  |  |                                                            |                                                            |                                                            |                                                            |                                                            |                                                            |  |  |  |  |
| | | | | | |  |  | | | | | | |  |  |                                                            |                                                            |                                                            |                                                            |                                                            |                                                            |  |  |  |  |
| | | | | | |  |  | Luis Fajardo, iv marqués de los Vélez (1576-1631)                                                                     | | | | | |  |  |                                                            |                                                            |                                                            |                                                            |                                                            |                                                            |  |  |  |  |
| | | | | | |  |  | | | | | | |  |  |                                                            |                                                            |                                                            |                                                            |                                                            |                                                            |  |  |  |  |
| | | | | | |  |  | Pedro Fajardo, v marqués de los Vélez (1602-1647)                                                                     | | | | | |  |  |                                                            |                                                            |                                                            |                                                            |                                                            |                                                            |  |  |  |  |
| | | | | | |  |  | | | | | | |  |  |                                                            |                                                            |                                                            |                                                            |                                                            |                                                            |  |  |  |  |
| | | | | | |  |  | | | | | | |  |  |                                                            |                                                            |                                                            |                                                            |                                                            |                                                            |  |  |  |  |
| Fernando Joaquín Fajardo, vi marqués de los Vélez (1635-1693)                                         | Fernando Joaquín Fajardo, vi marqués de los Vélez (1635-1693)                                         | Fernando Joaquín Fajardo, vi marqués de los Vélez (1635-1693)                                         | Fernando Joaquín Fajardo, vi marqués de los Vélez (1635-1693)                                         | Fernando Joaquín Fajardo, vi marqués de los Vélez (1635-1693)                                         | Fernando Joaquín Fajardo, vi marqués de los Vélez (1635-1693)                                         |  |  | María Teresa Fajardo, duquesa de Montalto, vii marquesa de los Vélez (1645-1715)                                      | María Teresa Fajardo, duquesa de Montalto, vii marquesa de los Vélez (1645-1715)                       | María Teresa Fajardo, duquesa de Montalto, vii marquesa de los Vélez (1645-1715)                       | María Teresa Fajardo, duquesa de Montalto, vii marquesa de los Vélez (1645-1715)                       | María Teresa Fajardo, duquesa de Montalto, vii marquesa de los Vélez (1645-1715)                       | María Teresa Fajardo, duquesa de Montalto, vii marquesa de los Vélez (1645-1715)                       |  |  |                                                            |                                                            |                                                            |                                                            |                                                            |                                                            |  |  |  |  |
| Fernando Joaquín Fajardo, vi marqués de los Vélez (1635-1693)                                         | Fernando Joaquín Fajardo, vi marqués de los Vélez (1635-1693)                                         | Fernando Joaquín Fajardo, vi marqués de los Vélez (1635-1693)                                         | Fernando Joaquín Fajardo, vi marqués de los Vélez (1635-1693)                                         | Fernando Joaquín Fajardo, vi marqués de los Vélez (1635-1693)                                         | Fernando Joaquín Fajardo, vi marqués de los Vélez (1635-1693)                                         |  |  | María Teresa Fajardo, duquesa de Montalto, vii marquesa de los Vélez (1645-1715)                                      | María Teresa Fajardo, duquesa de Montalto, vii marquesa de los Vélez (1645-1715)                       | María Teresa Fajardo, duquesa de Montalto, vii marquesa de los Vélez (1645-1715)                       | María Teresa Fajardo, duquesa de Montalto, vii marquesa de los Vélez (1645-1715)                       | María Teresa Fajardo, duquesa de Montalto, vii marquesa de los Vélez (1645-1715)                       | María Teresa Fajardo, duquesa de Montalto, vii marquesa de los Vélez (1645-1715)                       |  |  |                                                            |                                                            |                                                            |                                                            |                                                            |                                                            |  |  |  |  |
| | | | | | |  |  | Catalina de Moncada y Aragón, marquesa de Villafranca, ix duquesa de Montalto, viii marquesa de los Vélez (1665-1727) | | | | | |  |  |                                                            |                                                            |                                                            |                                                            |                                                            |                                                            |  |  |  |  |
| | | | | | |  |  | | | | | | |  |  |                                                            |                                                            |                                                            |                                                            |                                                            |                                                            |  |  |  |  |
| | | | | | |  |  | Fadrique Vicente de Toledo Osorio, ix marqués de Villafranca, ix marqués de los Vélez (1686-1753)                     | | | | | |  |  |                                                            |                                                            |                                                            |                                                            |                                                            |                                                            |  |  |  |  |
| | | | | | |  |  | | | | | | |  |  |                                                            |                                                            |                                                            |                                                            |                                                            |                                                            |  |  |  |  |
| | | | | | |  |  | Antonio Álvarez de Toledo, x marqués de Villafranca, x marqués de los Vélez (1716–1773)                               | | | | | |  |  |                                                            |                                                            |                                                            |                                                            |                                                            |                                                            |  |  |  |  |
| | | | | | |  |  | | | | | | |  |  |                                                            |                                                            |                                                            |                                                            |                                                            |                                                            |  |  |  |  |
| | | | | | |  |  | | | | | | |  |  |                                                            |                                                            |                                                            |                                                            |                                                            |                                                            |  |  |  |  |
| José Álvarez de Toledo, duque de Alba, xi marqués de Villafranca, xi marqués de los Vélez (1756–1796) | José Álvarez de Toledo, duque de Alba, xi marqués de Villafranca, xi marqués de los Vélez (1756–1796) | José Álvarez de Toledo, duque de Alba, xi marqués de Villafranca, xi marqués de los Vélez (1756–1796) | José Álvarez de Toledo, duque de Alba, xi marqués de Villafranca, xi marqués de los Vélez (1756–1796) | José Álvarez de Toledo, duque de Alba, xi marqués de Villafranca, xi marqués de los Vélez (1756–1796) | José Álvarez de Toledo, duque de Alba, xi marqués de Villafranca, xi marqués de los Vélez (1756–1796) |  |  | Francisco de Borja Álvarez de Toledo, xii marqués de Villafranca, xii marqués de los Vélez (1763–1821)                | Francisco de Borja Álvarez de Toledo, xii marqués de Villafranca, xii marqués de los Vélez (1763–1821) | Francisco de Borja Álvarez de Toledo, xii marqués de Villafranca, xii marqués de los Vélez (1763–1821) | Francisco de Borja Álvarez de Toledo, xii marqués de Villafranca, xii marqués de los Vélez (1763–1821) | Francisco de Borja Álvarez de Toledo, xii marqués de Villafranca, xii marqués de los Vélez (1763–1821) | Francisco de Borja Álvarez de Toledo, xii marqués de Villafranca, xii marqués de los Vélez (1763–1821) |  |  |                                                            |                                                            |                                                            |                                                            |                                                            |                                                            |  |  |  |  |
| José Álvarez de Toledo, duque de Alba, xi marqués de Villafranca, xi marqués de los Vélez (1756–1796) | José Álvarez de Toledo, duque de Alba, xi marqués de Villafranca, xi marqués de los Vélez (1756–1796) | José Álvarez de Toledo, duque de Alba, xi marqués de Villafranca, xi marqués de los Vélez (1756–1796) | José Álvarez de Toledo, duque de Alba, xi marqués de Villafranca, xi marqués de los Vélez (1756–1796) | José Álvarez de Toledo, duque de Alba, xi marqués de Villafranca, xi marqués de los Vélez (1756–1796) | José Álvarez de Toledo, duque de Alba, xi marqués de Villafranca, xi marqués de los Vélez (1756–1796) |  |  | Francisco de Borja Álvarez de Toledo, xii marqués de Villafranca, xii marqués de los Vélez (1763–1821)                | Francisco de Borja Álvarez de Toledo, xii marqués de Villafranca, xii marqués de los Vélez (1763–1821) | Francisco de Borja Álvarez de Toledo, xii marqués de Villafranca, xii marqués de los Vélez (1763–1821) | Francisco de Borja Álvarez de Toledo, xii marqués de Villafranca, xii marqués de los Vélez (1763–1821) | Francisco de Borja Álvarez de Toledo, xii marqués de Villafranca, xii marqués de los Vélez (1763–1821) | Francisco de Borja Álvarez de Toledo, xii marqués de Villafranca, xii marqués de los Vélez (1763–1821) |  |  |                                                            |                                                            |                                                            |                                                            |                                                            |                                                            |  |  |  |  |
| | | | | | |  |  | Pedro de Alcántara Álvarez de Toledo, xiii marqués de Villafranca, xiii marqués de los Vélez (1803–1867)              | | | | | |  |  |                                                            |                                                            |                                                            |                                                            |                                                            |                                                            |  |  |  |  |
| | | | | | |  |  | | | | | | |  |  |                                                            |                                                            |                                                            |                                                            |                                                            |                                                            |  |  |  |  |
| | | | | | |  |  | José Álvarez de Toledo, xvii duque de Medina Sidonia, xiv marqués de los Vélez (1826-1900)                            | | | | | |  |  |                                                            |                                                            |                                                            |                                                            |                                                            |                                                            |  |  |  |  |
| | | | | | |  |  | | | | | | |  |  |                                                            |                                                            |                                                            |                                                            |                                                            |                                                            |  |  |  |  |
| | | | | | |  |  | | | | | | |  |  |                                                            |                                                            |                                                            |                                                            |                                                            |                                                            |  |  |  |  |
| Alonso Álvarez de Toledo, xv marqués de los Vélez (1850–1897)                                         | Alonso Álvarez de Toledo, xv marqués de los Vélez (1850–1897)                                         | Alonso Álvarez de Toledo, xv marqués de los Vélez (1850–1897)                                         | Alonso Álvarez de Toledo, xv marqués de los Vélez (1850–1897)                                         | Alonso Álvarez de Toledo, xv marqués de los Vélez (1850–1897)                                         | Alonso Álvarez de Toledo, xv marqués de los Vélez (1850–1897)                                         |  |  | Joaquín Álvarez de Toledo, xix duque de Medina Sidonia, xvi marqués de los Vélez (1865-1915)                          | Joaquín Álvarez de Toledo, xix duque de Medina Sidonia, xvi marqués de los Vélez (1865-1915)           | Joaquín Álvarez de Toledo, xix duque de Medina Sidonia, xvi marqués de los Vélez (1865-1915)           | Joaquín Álvarez de Toledo, xix duque de Medina Sidonia, xvi marqués de los Vélez (1865-1915)           | Joaquín Álvarez de Toledo, xix duque de Medina Sidonia, xvi marqués de los Vélez (1865-1915)           | Joaquín Álvarez de Toledo, xix duque de Medina Sidonia, xvi marqués de los Vélez (1865-1915)           |  |  |                                                            |                                                            |                                                            |                                                            |                                                            |                                                            |  |  |  |  |
| Alonso Álvarez de Toledo, xv marqués de los Vélez (1850–1897)                                         | Alonso Álvarez de Toledo, xv marqués de los Vélez (1850–1897)                                         | Alonso Álvarez de Toledo, xv marqués de los Vélez (1850–1897)                                         | Alonso Álvarez de Toledo, xv marqués de los Vélez (1850–1897)                                         | Alonso Álvarez de Toledo, xv marqués de los Vélez (1850–1897)                                         | Alonso Álvarez de Toledo, xv marqués de los Vélez (1850–1897)                                         |  |  | Joaquín Álvarez de Toledo, xix duque de Medina Sidonia, xvi marqués de los Vélez (1865-1915)                          | Joaquín Álvarez de Toledo, xix duque de Medina Sidonia, xvi marqués de los Vélez (1865-1915)           | Joaquín Álvarez de Toledo, xix duque de Medina Sidonia, xvi marqués de los Vélez (1865-1915)           | Joaquín Álvarez de Toledo, xix duque de Medina Sidonia, xvi marqués de los Vélez (1865-1915)           | Joaquín Álvarez de Toledo, xix duque de Medina Sidonia, xvi marqués de los Vélez (1865-1915)           | Joaquín Álvarez de Toledo, xix duque de Medina Sidonia, xvi marqués de los Vélez (1865-1915)           |  |  |                                                            |                                                            |                                                            |                                                            |                                                            |                                                            |  |  |  |  |
| | | | | | |  |  | Joaquín Álvarez de Toledo, xx duque de Medina Sidonia, xvii marqués de los Vélez (1894- 1955)                         | | | | | |  |  |                                                            |                                                            |                                                            |                                                            |                                                            |                                                            |  |  |  |  |
| | | | | | |  |  | | | | | | |  |  |                                                            |                                                            |                                                            |                                                            |                                                            |                                                            |  |  |  |  |
| | | | | | |  |  | Luisa Isabel Álvarez de Toledo, xxi duquesa de Medina Sidonia, xviii marquesa de los Vélez (1936-2008)                | | | | | |  |  |                                                            |                                                            |                                                            |                                                            |                                                            |                                                            |  |  |  |  |
| | | | | | |  |  | | | | | | |  |  |                                                            |                                                            |                                                            |                                                            |                                                            |                                                            |  |  |  |  |
| | | | | | |  |  | | | | | | |  |  |                                                            |                                                            |                                                            |                                                            |                                                            |                                                            |  |  |  |  |
| | | | | | |  |  | Leoncio Alonso González de Gregorio, xxii duque de Medina Sidonia, xix marqués de los Vélez (n. 1956)                 | Leoncio Alonso González de Gregorio, xxii duque de Medina Sidonia, xix marqués de los Vélez (n. 1956)  | Leoncio Alonso González de Gregorio, xxii duque de Medina Sidonia, xix marqués de los Vélez (n. 1956)  | Leoncio Alonso González de Gregorio, xxii duque de Medina Sidonia, xix marqués de los Vélez (n. 1956)  | Leoncio Alonso González de Gregorio, xxii duque de Medina Sidonia, xix marqués de los Vélez (n. 1956)  | Leoncio Alonso González de Gregorio, xxii duque de Medina Sidonia, xix marqués de los Vélez (n. 1956)  |  |  | Gabriel González de Gregorio y Álvarez de Toledo (n. 1958) | Gabriel González de Gregorio y Álvarez de Toledo (n. 1958) | Gabriel González de Gregorio y Álvarez de Toledo (n. 1958) | Gabriel González de Gregorio y Álvarez de Toledo (n. 1958) | Gabriel González de Gregorio y Álvarez de Toledo (n. 1958) | Gabriel González de Gregorio y Álvarez de Toledo (n. 1958) |  |  |  |  |
| | | | | | |  |  | Leoncio Alonso González de Gregorio, xxii duque de Medina Sidonia, xix marqués de los Vélez (n. 1956)                 | Leoncio Alonso González de Gregorio, xxii duque de Medina Sidonia, xix marqués de los Vélez (n. 1956)  | Leoncio Alonso González de Gregorio, xxii duque de Medina Sidonia, xix marqués de los Vélez (n. 1956)  | Leoncio Alonso González de Gregorio, xxii duque de Medina Sidonia, xix marqués de los Vélez (n. 1956)  | Leoncio Alonso González de Gregorio, xxii duque de Medina Sidonia, xix marqués de los Vélez (n. 1956)  | Leoncio Alonso González de Gregorio, xxii duque de Medina Sidonia, xix marqués de los Vélez (n. 1956)  |  |  | Gabriel González de Gregorio y Álvarez de Toledo (n. 1958) | Gabriel González de Gregorio y Álvarez de Toledo (n. 1958) | Gabriel González de Gregorio y Álvarez de Toledo (n. 1958) | Gabriel González de Gregorio y Álvarez de Toledo (n. 1958) | Gabriel González de Gregorio y Álvarez de Toledo (n. 1958) | Gabriel González de Gregorio y Álvarez de Toledo (n. 1958) |  |  |  |  |
| | | | | | |  |  | Alonso González de Gregorio y Viñamata (n. 1983)                                                                      | | | | | |  |  |                                                            |                                                            |                                                            |                                                            |                                                            |                                                            |  |  |  |  |